# Трійковий код Голея
Трійкові коди Голея, в теорії кодування — це два тісно пов'язаних коди з корекцією помилок. Загалом, код відомий за назвою «трійковий код Голея» — це код {\displaystyle [11,6,5]_{3}}, який, по суті є лінійним кодом у трійковому алфавіті; відносна відстань коду настільки велика, настільки це можливо для трійкового коду, і, виходячи з цього, трійковий код Голея — це досконалий код.
Розширений трійковий код Голея — це [12, 6, 6] лінійний код, отриманий шляхом додавання контрольного числа з нульовою сумою до коду [11, 6, 5]. У скінченній теорії груп розширений трійковий код Голея іноді називають трійковим кодом Голея.

## Властивості

### Трійковий код Голея
Трійковий код Голея складається з 36 = 729 кодових слів.
Ось його матриця перевірки на парність:
{\displaystyle \left[{\begin{array}{ccccccccccc}1&1&1&2&2&0&1&0&0&0&0\\1&1&2&1&0&2&0&1&0&0&0\\1&2&1&0&1&2&0&0&1&0&0\\1&2&0&1&2&1&0&0&0&1&0\\1&0&2&2&1&1&0&0&0&0&1\end{array}}\right].}
Будь-які два кодових слова мають хоча б 5 відмінностей.
Кожне трійкове слово довжиною в 11, має відстань Геммінга не більше 2 з одного кодового слова.
Код також може конструюватися як квадратний код залишку довжиною в 11 у скінченному полі F3.
Використаний при ставках на футбол в 11 іграх, трійковий код Голея відповідає 729 ставкам і гарантує саме одну ставку з якнайбільше двома неправильними результатами.
Набір кодових слів з вагою Геммінга 5 — це 3-(11,5,4) блок-схема.

### Розширений трійковий код Голея
Повний ваговий лічильник розширеного трійкового коду — це:
{\displaystyle x^{12}+y^{12}+z^{12}+22\left(x^{6}y^{6}+y^{6}z^{6}+z^{6}x^{6}\right)+220\left(x^{6}y^{3}z^{3}+y^{6}z^{3}x^{3}+z^{6}x^{3}y^{3}\right).}
Автоморфізм груп розширеного трійкового коду Голея — це 2.M12, де M12 являє собою групу Метью M12.
Розширений код Голлея може бути збудований як пропуск рядків матриці Адамара 12-го порядку у полі F3.
Розглядаючи всі кодові слова розширеного коду, які мають шість ненульових цифр, ми помітимо, що Набори позицій, в яких зустрічаються ці ненульові цифри становлять системи Штейнера S (5, 6, 12).

## Історія
Трійковий код Голея був винайдений Марселем Голеєм 1949 року. Але незалежно він був відкритий двома роками раніше фінським прихильником ставок на футбол Джуані Віртакаліо, який опублікував статтю в 1947 році у 27, 28 і 33 виданні футбольного журналу Veikkaaja. (Barg, 1993, p.25)